# أشباح أم علي 2: بين الخيانة والحب (مسرحية)
أشباح أم علي: بين الخيانة والحب، مسرحية كويتية. عرضت عام 2012.

## بطولة
- عبد الإمام عبد الله.
- عبد الناصر الزاير.
- شوق.
- نواف القطان.
- محمد العجيمي.
- عادل المسلم.
- عبد الرزاق خلف.
- محمد الشعيبي.
- ناصر كرماني.
- أحمد العونان.
- أحمد الموسوي.
- خالد بوصخر.
- لجين.

.